# Giác Lãng Đạo Thịnh
Giác Lãng Đạo Thịnh (zh. 覺浪道盛, ja. Kakurō Dōsei, 1592-1659) là Thiền sư Trung Quốc cuối đời Minh và đầu đời Thanh. Sư thuộc đời thứ 28 tông Tào Động, là đệ tử nối pháp của Thiền sư Hối Đài Nguyên Cảnh. Dưới sự hoằng hóa của sư có 29 đệ tử ngộ đạo, góp phần phát triển và duy trì truyền thống Thiền Tông Trung Quốc và Tông Tào Động trong lúc đang dần bị phai mờ.

## Cơ duyên ngộ đạo
Sư họ Trương, hiệu là Trượng Nhân, quê ở Phổ Thành, Kiến Ninh, Phúc Kiến. Nhân duyên đến với Phật Pháp của sư cũng rất kỳ đặc, nhân thấy ông nội qua đời trong tư thế ngồi, sư bèn khởi nghi tình. 
Năm 19 tuổi, sư thế phát xuất gia tại chùa Thoại Nham (zh. 瑞巖). Kế đến sư thọ giới cụ túc với Thiền sư Vô Dị Nguyên Lai ở chùa Bác Sơn. Sau sư đến tham học với Thiền sư Vô Minh Huệ Kinh ở Thọ Xương Tự. Một hôm khi đang đi trên đường, sư nghe tiếng mèo kêu bỗng nhiên tỉnh ngộ.
Hôm khác, sư nhân đọc công án của Thiền sư Bá Trượng Hoài Hải mà đại ngộ. Trên đường đến gặp Thiền sư Vô Minh Huệ Kinh để trình sở ngộ cầu ấn chứng, sư vô tình ghé qua chùa Đông Uyển ở Thư Lâm. Sư bèn ở lại đây tham vấn với pháp tử của Thiền sư Huệ Kinh là Thiền sư Hối Đài Nguyên Cảnh. Một hôm, Nguyên Cảnh hỏi: "Ta nghe Thọ xương đề xướng kinh Duy- ma phải không?" Sư đáp: "Bạch hoà thượng! Có nghe." Nguyên Cảnh hỏi: "Di – lặc được thọ ký một đời là thế nào?" Sư thưa: "Thưa có rất nhiều người hoài nghi." Nguyên Cảnh hỏi: "Còn ông đã tới đâu rồi?" Tới chổ này sư không đáp được nên khởi nghi tình tha thiết.

Một hôm nhân lúc sưởi ấm, sư bèn nêu lại công án tăng hỏi Đức Sơn về kiếp lửa cháy sạch và hỏi Nguyên Cảnh: "Có người nói hoại, có người nói không hoại. Ý này thế nào?" Nguyên Cảnh hỏi lại: "Còn ông thì sao?" Sư bèn đem chổ thấy của mình ra trình, Nguyên Cảnh biết sư đã triệt ngộ bèn vui mừng nói kệ phó chúc, truyền pháp cho sư nối pháp tông Tào Động.

## Hoằng pháp
Năm 1619, sư bắt đầu khai đường thuyết pháp và tiếp dẵn người học tại Quốc Hoàn tự. Ngoài ra, sư cũng từng trú trì tại nhiều ngôi chùa khác như Linh Cốc tự ở Kim Lăng, Long Hồ tự ở Ma Thành, Thọ Xương tự ở Tân Thành. 
Cuối đời, sư đến trụ trì tại Thiên Ninh tự ở Giang Nam, tỉnh Giang Tô. Tổng cộng sư trụ trì tại hơn 50 đạo tràng. 
Sư cũng là tác giả của nhiều tác phẩm Thiền học:
- Lẫm Sơn Trung Công Truyện (zh. 廩山忠公傳, 1 quyển).
- Phật Tổ Nguyên Lưu Tán (zh. 佛祖源流贊).
- Truyền Đăng Chính Tông (zh. 傳燈正宗).
- Tôn Chính Quy (zh. 尊正規).
- Động Tông Tiêu Chánh (洞宗標正)

Ngày 7 tháng 9 năm thứ 16 (1659) niên hiệu Thuân Trị, sư an nhiên tọa Thiền thị tịch, hưởng thọ 68 tuổi và 49 năm hạ lạp. Đệ tử xây tháp thờ xá lợi tại núi Nhiếp Sơn, cư sĩ Lưu Dư Mô (zh. 劉余謨) soạn văn bia tháp. Hành trạng về cuộc đời của sư được đệ tử nối pháp là Thiền sư Trúc Am Đại Thành biên soạn.
Pháp ngữ của sư được ghi lại trong bộ Thiên Giới Giác Lãng Thạnh Thiền Sư Toàn Lục (zh. 天界覺浪盛禪師全錄, 33 quyển),Thiên Giới Giác Lãng Thiền Sư Ngữ Lục (zh. 天界覺浪盛禪師語錄, 12 quyển), Thiên Giới Giác Lãng Thiền Sư Gia Hòa Ngữ Lục (zh. 天界覺浪盛禪嘉禾語錄, 1 quyển).